# Galea musteloides
Galea musteloides är en däggdjursart som beskrevs av Meyen 1832. Galea musteloides ingår i släktet Galea och familjen marsvin. IUCN kategoriserar arten globalt som livskraftig.
Inga underarter finns listade i Catalogue of Life. Wilson & Reeder (2005) skiljer mellan 5 underarter.
Arten har samma storlek som andra medlemmar av släktet Galea och väger 300 till 600 g. Det finns en tydlig gräns mellan den brunaktiga pälsen på ovansidan och den vita pälsen vid buken. Den bruna färgen kan variera. Enligt olika källor förekommer svarta, gula eller olivgröna skuggor. Galea musteloides saknar svans och har korta extremiteter. Vid fingrar och tår förekommer klor.
Detta marsvin förekommer i Sydamerika från södra Peru över Bolivia och västra Paraguay till centrala Argentina. I Anderna når arten 5000 meter över havet. Galea musteloides vistas främst i öppen terräng som gräsmarker, kanter av vattendrag och jordbruksmark.
Individerna är aktiva på dagen och vilar i underjordiska bon. Ibland delar de bo med kamråttor (Ctenomys). Honor och hannar blir cirka tre månader efter födelsen könsmogna och kan para sig upp till sju gånger per år. Dräktigheten varar cirka 53 dagar och sedan föds en till fem ungar. Honan slutar efter ungefär tre veckor med digivningen. Enligt en studie från 2002 lever ett monogamt par en längre tid ihop.
Denna gnagare letar främst under gryningen och skymningen efter föda. I de underjordiska tunnlarna bildar flera hanar och honor en koloni och det etableras en hierarki. Födan utgörs av olika växtdelar, bland annat av gräs. När arten hämtar sin föda från jordbruksmark betraktas den av bönder som skadedjur.